# Патріархи чань

## Патріархи буддизму
Список представлений згідно з традицією чань/ дзен
1. Шак'ямуні
2. Махакаш'япа
3. Ананда
4. Шанаваса
5. Упагупта
6. Дхрітіка
7. Міччака
8. Буддхананда
9. Буддхамітра
10. Бхікшу Паршва
11. Пуньяяшас
12. Ашвагхоша
13. Бхікшу Капімала
14. Нагарджуна
15. Ар'ядева
16. Ар'я Рахула
17. Сангхананді
18. Сангхаяшас
19. Кумаралата
20. Джаята
21. Васубандху
22. Манурі
23. Хамлекаяшас
24. Бхікшу Шімха
25. Башасіта
26. Пуньямітра
27. Праджнятара
28. Бодхідхарма

## Патріархи чань
Бодхідхарма є двадцять восьмим індійським патріархом і першим патріархом чань. 
1. Бодхідхарма
2. Хуейке (яп. Ека)
3. Сенцань (яп. смоктати)
4. Даосінь (яп. Досін)
5. Хунчжень (яп. Гунин)
6. Хуейнен (яп. Ено) <! - (618-713) ->